# Osaka City University
Osaka City University (jap. 大阪市立大学 Ōsaka Shiritsu Daigaku; w skrócie OCU) – japońska publiczna (w gestii miasta) uczelnia wyższa w Osace.

## Historia
Uczelnia ta została założona w 1880 roku jako Osaka Commercial Training Institute, centrum studiów handlowych i przemysłowych. W miarę rozwoju zmieniano nazwę na: Osaka City Commercial School (1889), Osaka City Commercial College (1901), Osaka University of Commerce (1928) i ostatecznie w 1949 roku – Osaka City University. W kwietniu 2006 roku uniwersytetowi nadano status publicznej korporacji uniwersyteckiej.
Jednym z inicjatorów utworzenia uniwersytetu jako uczelni w gestii miasta był Hajime Seki, burmistrz Osaki w latach 1923–1935. Zakładał on, że uczelnia miejska nie powinna kopiować uniwersytetów państwowych, ale służyć potrzebom swoich obywateli, skupiając się na badaniach dotyczących kultury, ekonomii i społeczności miasta.

## Informacja o połączeniu uczelni
W dniu 26 czerwca 2020 roku Yoshiki Nishizawa, prezes University Public Corporation Osaka, podał do wiadomości, iż w 2022 roku nastąpi połączenie Osaka Prefectural University i Osaka City University. Nowy uniwersytet będzie nosił nazwę University of Osaka (大阪公立大学, Ōsaka Kōritsu Daigaku) i będzie jednym z największych wszechstronnych uniwersytetów w Japonii. Formalny wniosek do Ministerstwa Edukacji, Kultury, Sportu, Nauki i Techniki zostanie złożony pod koniec października 2020 roku, a jego zatwierdzenie planowane jest na kolejny rok podatkowy (FY2021).
Informacja ta wzbudziła sprzeciwy ze względu na podobieństwo oficjalnej nazwy uczelni w języku angielskim do nazwy Osaka University (大阪大学, Ōsaka Daigaku, istnieje od 1931 r.)
Wśród pracowników uczelni było dwóch laureatów Nagrody Nobla:

## Laureaci Nagrody Nobla
- Yoichiro Nambu – profesor na Wydziale Nauk Ścisłych i Inżynierii w latach 1950–1956
- Shin’ya Yamanaka – stażysta na Wydziale Medycyny, w 1993 roku uzyskał stopień doktora